# Bahnhof Karow (Meckl)

Der Bahnhof Karow (Meckl) ist ein Nebenbahnknoten im Süden Mecklenburgs. Dort kreuzen sich die nicht elektrifizierten Bahnstrecken Parchim–Neustrelitz, Güstrow–Meyenburg und Wismar–Karow. Regelmäßiger Personennahverkehr findet jedoch nicht mehr statt. Das Empfangsgebäude, zwei Wassertürme und eine Reihe von weiteren Gebäuden im Bahnhof stehen unter Denkmalschutz.

## Lage und Anlagen
Der Bahnhof liegt im Osten des Landkreises Ludwigslust-Parchim, im Ort Karow, nordwestlich des Plauer Sees. Der Großteil der Ortsbebauung befindet sich westlich des Bahngeländes. Parallel zu den Gleisanlagen verläuft östlich die Landesstraße 37 (bis Ende 2015 B 103). Von dieser zweigt eine Innerortsstraße ab, die nördlich des Bahnhofs die Gleise kreuzt. Westlich wird der Bahnhof durch die Karower Dorfkirche mit Friedhof, eine Gartenanlage, den Wasserturm der Bahn und einen Wasserturm des ehemaligen Gutes begrenzt.
Das Empfangsgebäude liegt östlich der Gleise. Ein Zugang zum Gleis 1 ist vom Gebäude nicht mehr möglich. Für den Personenverkehr stehen zwei Inselbahnsteige mit vier Gleisen zur Verfügung, die durch eine Fußgängerbrücke verbunden sind. Diese ist jedoch seit dem Jahr 2000 gesperrt, der Zugang erfolgt heute höhengleich über die Gleise. Die für den Güterverkehr vorgesehenen Gleisanlagen schließen sich direkt westlich der Bahnsteige an, sie werden heute nicht mehr genutzt. Der Bahnhof ist mit Formsignalen ausgestattet. Nördlich und südlich des Bahnhofs befindet sich je ein erhaltenes Stellwerk.
Zwölf Objekte des Bahngeländes und angrenzender Flächen befinden sich auf der Baudenkmalliste des Landkreises Ludwigslust-Parchim, darunter Bahnarbeiterhäuser, die beiden Wassertürme, zwei Stellwerke, ein Wasserkran und das Empfangsgebäude.

## Geschichte
Der Bahnhof ging mit der Eröffnung der Bahnstrecke von Güstrow nach Wendisch Priborn an der südlichen Grenze von Mecklenburg-Schwerin am 5. Dezember 1882 in Betrieb. Diese Strecke wurde 1886 nach Pritzwalk und später nach Wittenberge verlängert. Für den Eisenbahnknoten wurde Karow gewählt, weil das Nordende des Plauer Sees umfahren werden musste. Zum 28. Januar 1885 wurde der Personenverkehr auf der Bahnstrecke von Parchim nach Neubrandenburg aufgenommen, am 14. November 1887 schließlich auch die Personenbeförderung von Karow nach Wismar. Diverse Gleisumbauten und -verlängerungen gab es von 1882 bis 1968.

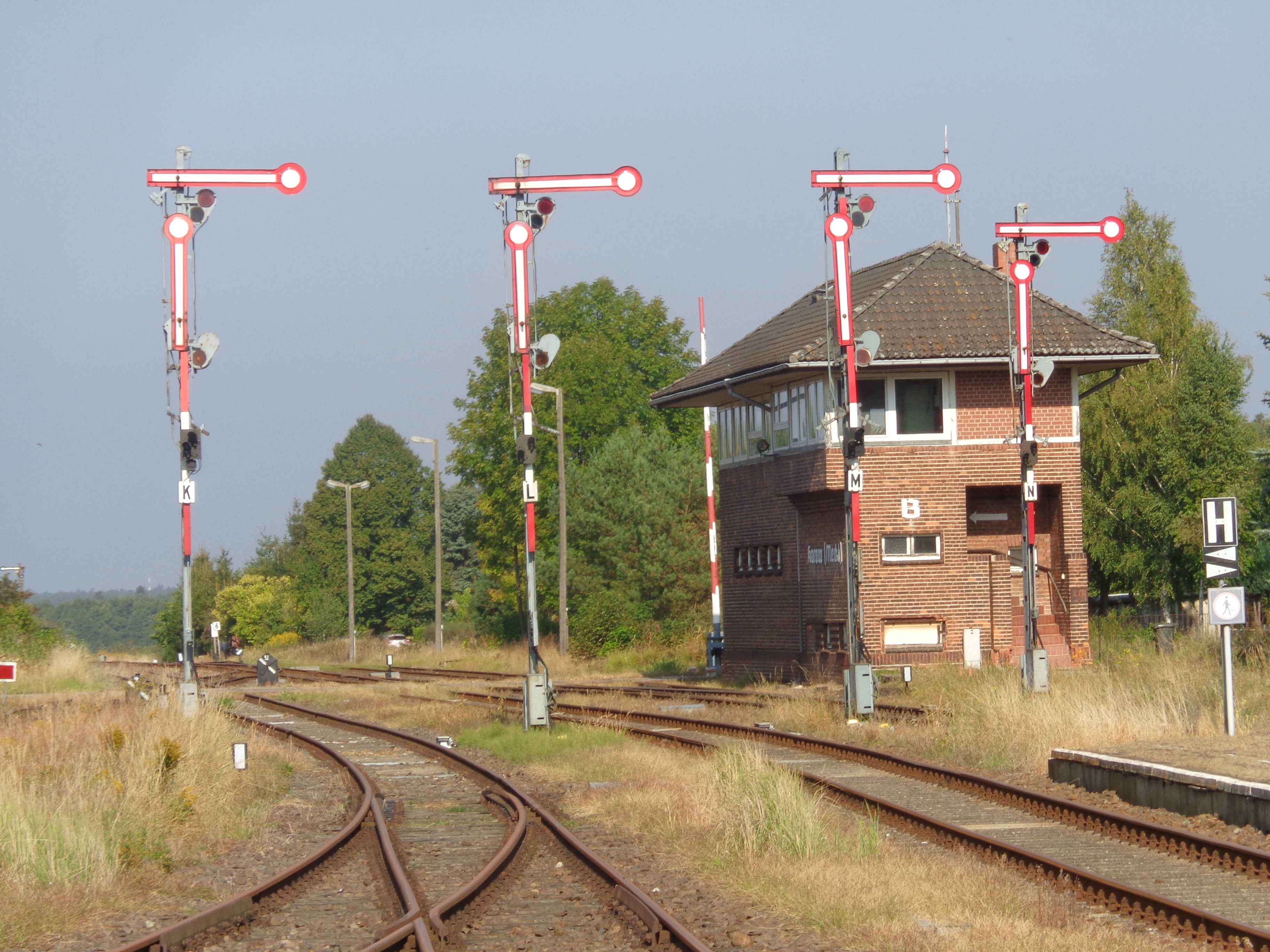
Ausfahrsignale in Richtung Parchim, Wismar und Güstrow

Die Errichtung des Empfangsgebäudes fällt ins Jahr 1882. Bereits 1884 erfolgte ein Umbau zur Einrichtung einer Poststation im nördlichen Gebäudeteil. Der letzte Umbau dieses Hauses fand 1938 statt. 1903 wurde der am Gebäude liegende Bahnsteig mit einer Überdachung versehen. Auf dem Bahngelände wurden Stellwerke und von 1869 bis 1935 Wohnhäuser für Beamte und Arbeiter errichtet. Bereits seit 1888 bestand im Bahngebäude eine gastronomische Einrichtung. Um dem steigenden Verkehrsaufkommen Rechnung zu tragen, stieg die Zahl der am Bahnhof Beschäftigten bis 1989 kontinuierlich (1892: 9, 1902: 20, 1922: 40, 1949: 52, 1989: 90). 1937 wurden täglich 43,2 Tonnen Güter verladen, 1940 waren es bereits 54,8 Tonnen.
Seit 1922 besaß das Gut Karow ein Anschlussgleis zu seiner Feldbahn. 1925 installierte man eine Drehscheibe für Lokomotiven. In den 1930er Jahren war die Verlegung des Güterbahnhofs auf die östliche Straßenseite der heutigen B 103 geplant, da dort Platz für lange Gleise vorhanden war. Zur Umsetzung der Pläne kam es nicht. Im Zweiten Weltkrieg entstand ein Barackenbau für sowjetische Kriegsgefangene. 1943 waren es 50 Gefangene, die der Bahnmeisterei Malchow unterstellt waren. Nach dem Krieg wurden 1946 die Gleise zwischen Karow und Malchow demontiert und als Reparationsleistung in die Sowjetunion verbracht. Um Anschluss an die Hauptbahn von Berlin nach Rostock zu erhalten, mussten ein Umweg über Güstrow in Kauf genommen oder Busse genutzt werden. Es dauerte bis 1968, bis dieses Teilstück wieder aufgebaut war. Der Abzweig der Strecke wurde dabei weiter in den Süden verlegt. Erkennbar ist dies noch heute am südlichen Stellwerk, das nicht parallel zu den Gleisanlagen am Ort des früheren Abzweigs steht.
In den 1970er und 80er Jahren war der Bahnhof stark frequentiert. Bis zur Wende verkehrten im Schnitt täglich 20 Personenzüge und 50 Güterzüge, von denen 20 in Karow rangierten. Dreimal am Tag trafen sich Personenzüge in vier oder sogar fünf Richtungen.
In Zusammenhang mit der politischen Wende kam der Güterverkehr nach 1990 schrittweise zum Erliegen. 1993 verkehrten nur noch wenige Güterzüge, darunter einmal täglich bei Bedarf ein Nahgüterzug von Güstrow nach Röbel. In der Umgebung von Karow wurden noch gelegentlich die Anschlussstellen Damerower Forst (auf der Strecke in Richtung Sternberg) und Glave (Richtung Güstrow) bedient. Am 1. Juni 1996 wurde der Personenverkehr auf dem Abschnitt Sternberg–Karow eingestellt. Einige Jahre gab es noch Güterverkehr zum nahegelegenen NVA-Anschluss Damerower Forst, den auch die Bundeswehr nutzte. Im Jahre 2000 wurde der Abschnitt von Damerower Forst bis Dabel durch das Eisenbahn-Bundesamt (EBA) stillgelegt, das Reststück von Karow nach Damerower Forst folgte 2003.
Auf der Strecke Güstrow–Meyenburg verkehrte seit 1998 die Prignitzer Eisenbahn GmbH (PEG) meist durchgehend von Neustadt (Dosse) nach Güstrow. Am 23. September 2000 verkehrten auch hier die letzten planmäßigen Personenzüge. Seitdem fand auf dem Abschnitt zwischen Karow und Plau noch gelegentlicher Ausflugsverkehr statt, die Prignitzer Eisenbahn und ihre Tochtergesellschaft Ostdeutsche Eisenbahn nutzten die Strecke für Überführungsfahrten. Der Abschnitt von Priemerburg bei Güstrow bis Karow wurde im Jahre 2004 durch das EBA stillgelegt.
Es kam zu Gleissperrungen und das Personal wurde drastisch reduziert, 2004 gab es nur noch sechs Angestellte. 1995 wurde die gleisseitige Überdachung der Fläche vor dem Empfangsgebäude entfernt. Die 1992/93 renovierte Fußgängerbrücke sperrte man im Jahr 2000 aus Sicherheitsgründen. Die Gaststätte ist seit 1999 geschlossen. 2001 wurde auf dem ersten Bahnsteig ein Wetterschutz installiert. Mit dem Auszug der letzten Mieterin im Jahr 2003 stehen die Bahngebäude leer und zum Verkauf. Vandalismusschäden sind feststellbar, die Öffnungen in den untersten Etagen sind mit Holzplatten vernagelt. Auf nicht bzw. kaum genutzten Gleisen und dem hinteren Bahnsteig breitet sich die Vegetation aus.
Am 24. Mai 2008 übernahm die Prignitzer Eisenbahn die Strecke von Priemerburg über Meyenburg nach Pritzwalk und setzte auch den Abschnitt von Priemerburg nach Karow wieder in Betrieb. Die Strecke dient gelegentlichem Güterverkehr und Sonderzügen.

## Personenverkehr

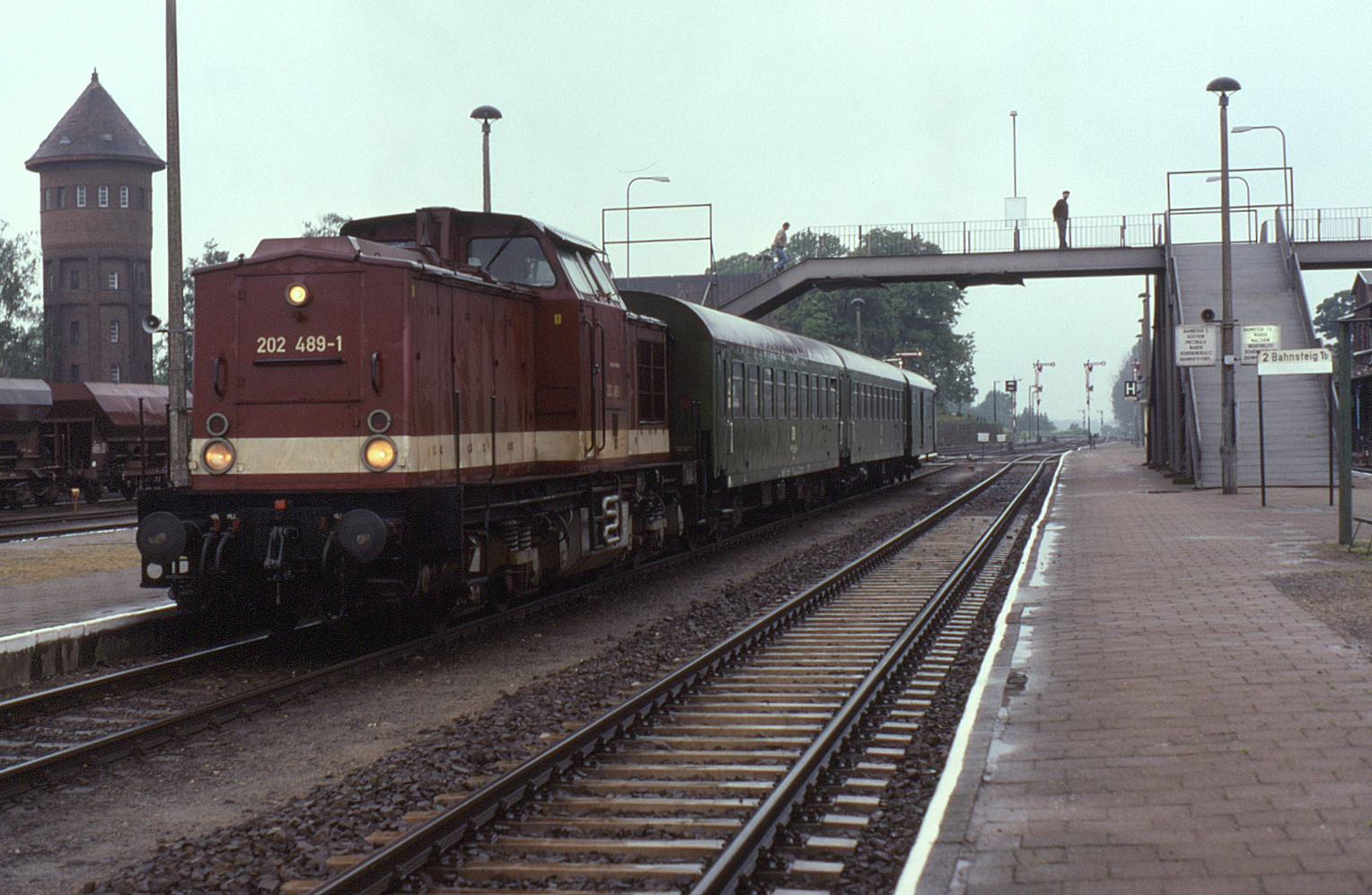
Nahverkehrszug, Bahnwasserturm und Überführung (Mai 1993)

### Planverkehr (bis 2014)
Bis 13. Dezember 2014 verkehrten Triebwagen des Typs Stadler Regio-Shuttle RS1 der Ostdeutschen Eisenbahn (ODEG) auf der Bahnlinie R3.
- Hagenow – Ludwigslust – Parchim – Karow – Waren – Neustrelitz

### Eigenwirtschaftlicher Verkehr (2014–2015)
Der Abschnitt Inselstadt Malchow – Karow (Meckl) – Parchim wurde von 14. Dezember 2014 bis 30. April 2015 eigenwirtschaftlich von der HANSeatischen Eisenbahn GmbH betrieben. Zum Einsatz kam ein LVTS (VT 504 001 oder 002).
Seit dem 1. Mai 2015 wird Karow aufgrund der Abbestellung durch den ÖPNV-Aufgabenträger Verkehrsgesellschaft Mecklenburg-Vorpommern im Personenverkehr nicht mehr regelmäßig bedient.

### Saisonverkehr (2017–2019)
In den Jahren 2017 bis 2019 verkehrten zu bestimmten Veranstaltungen in der Region an verschiedenen Tagen in der Sommersaison mehrere Zugpaare auf den folgenden Relationen:
| Jahr | bediente Strecken                                                       | Verkehrstage             | Auftraggeber                                        | EVU  |
| ---- | ----------------------------------------------------------------------- | ------------------------ | --------------------------------------------------- | ---- |
| 2017 | Parchim – Karow (Meckl) – Inselstadt Malchow                            | 3 Samstage und 1 Sonntag | PRO BAHN Landesverband Mecklenburg-Vorpommern e. V. | ODEG |
| 2017 | Plau am See – Karow (Meckl) – Krakow am See – Güstrow                   | 1 Samstag                | PRO BAHN Landesverband Mecklenburg-Vorpommern e. V. | HANS |
| 2018 | Plau am See – Karow (Meckl) – Krakow am See (– Güstrow)                 | 2 Samstage               | Initiative für den Erhalt der Südbahn               | ODEG |
| 2018 | Parchim – Karow (Meckl) – Inselstadt Malchow                            | 6 Samstage               | Initiative für den Erhalt der Südbahn               | ODEG |
| 2019 | Parchim – Karow (Meckl) – Plau am See – Pritzwalk (– Wittstock (Dosse)) | 7 Donnerstage            | Tourist Info Plau am See GmbH                       | HANS |
| 2019 | Güstrow – Karow (Meckl) – Plau am See – Meyenburg                       | 4 Samstage               | Tourist Info Plau am See GmbH                       | HANS |
| 2019 | Parchim – Karow (Meckl) – Inselstadt Malchow                            | 4 Samstage               | Tourist Info Plau am See GmbH                       | ODEG |

### Planverkehr (2020)
Nach anhaltenden Protesten von Bürgerinitiativen und der drohenden Stilllegung der Bahnstrecken Parchim – Malchow und Plau am See – Güstrow durch den Eigentümer Regio Infra Nordost wurde im November 2019 angekündigt, wieder planmäßigen Personenverkehr auf der Südbahn zu bestellen. Die bestellten Fahrten erfolgen zwar weiterhin nur in der Saison, langfristig könnte das Angebot aber nicht nur an Touristen, sondern auch wieder an Pendler wenden.
Vom 20. Mai bis 30. August 2020 fuhr die als RB 19 bezeichnete Linie Parchim – Karow (Meckl) – Plau am See an Wochenenden mit drei Zugpaaren. Zudem wurden drei Zugpaare der Linie RB 15 von Waren über Malchow hinaus bis Karow verlängert.

## Güterverkehr
Seit dem Fahrplanwechsel am 12. Dezember 2010 verkehren auf der Strecke Rostock-Seehafen–Güstrow-Priemerburg–Karow–Malchow wieder planmäßig Güterzüge.